# 2024년 하르키우 공세
2024년 5월 10일, 러시아 군대는 우크라이나 하르키우주에서 공세 작전을 시작하여 보우찬스크 방향으로 우크라이나 군대의 방어선을 포격하고 돌파하려 시도했다. 2022년 침공 초기 몇 달 동안 러시아 군대는 하르키우주 북동부의 많은 지역을 점령하는 데 성공했으며, 쿠피안스크, 이지움, 셰우첸코베, 발라클리야를 포함한 여러 도시를 장악했다. 2022년 9월 반격 이후, 우크라이나 군대는 이 지역들을 탈환하고 거의 전체 주에서 러시아 군대를 몰아내는 데 성공했다. 2024년 첫 몇 달 동안, 러시아 군대가 그해 말 하르키우 방향으로 새로운 공세를 시작하기 위해 하르키우주 북부에서 병력을 재건하고 있다는 보고가 있었다. 크렘린 대변인 드미트리 페스코프와 러시아 외무장관 세르게이 라브로프는 또한 우크라이나의 국경 넘는 공격에 대응하여 하르키우주를 공격하고 러시아 벨고로드주를 보호하기 위한 완충 지대를 설치하겠다고 여러 차례 위협했다. 2024년 5월 8일, 하르키우 주지사 올레흐 시니에후보우는 이 지역 북부에 러시아 군대가 대규모로 집결하고 있다고 보고했다.

## 같이 보기
- 러시아의 우크라이나 침공의 무력 충돌 목록
- 2023년 우크라이나 역공세
- 차시우야르 전투